# 板橋 (つくばみらい市)
板橋（いたばし）は、茨城県つくばみらい市の地名。郵便番号は300-2307。
　

## 地理
つくばみらい市の中部に位置し、茨城県道19号取手つくば線、千葉県道・茨城県道46号野田牛久線が交差する、つくばみらい市内の交通の要所の一つである。地域内にはつくばみらい市立板橋小学校、伊奈郵便局、筑波銀行伊奈板橋支店がある。東は大和田・狸穴・南太田、西は小張・新戸、南は福田・福原・谷井田、北は伊奈東と接している。
福岡堰から流れる台通用水路を挟み、稲敷台地西端に位置する標高19～22.5mの黒ボク土が広がる居住・畑作地区（古宿・内町・西山・門前・上街道・花田久保・東板橋）と近隣を流れる小貝川の後背低地からなる標高7m前後の稲作地区（関場・五反田）に分かれる。

## 交通
つくば市谷田部地区・取手駅を結ぶ路線バスと、つくばみらい市コミュニティバス「みらい号」が地域内を走っている。
路線バス
地域内には「西山」、「板橋不動尊前」、「板橋小学校」、「勘兵衛新田」、「狸穴入口」停留所がある。
| 系統 | 主要経由地                       | 行先       | 運行会社 |
| ---- | -------------------------------- | ---------- | -------- |
|      | 豊体・谷井田・大橋・白山八丁目   | 取手駅西口 | ■関鉄    |
|      | 筑波ゴルフ場・高岡・谷田部四ツ角 | 谷田部車庫 | ■関鉄    |

コミュニティバス
地域内には「狸穴入口」、「勘兵衛新田」、「板橋小学校西」、「板橋小学校前」、「伊奈郵便局前」、「わかくさ幼稚園前」、「取手国際ゴルフ場」、「板橋不動尊前」、「総合運動公園入口」、「関場」、「五反田」、「西山」の12つの停留所がある。
| 系統 | 主要経由地                                                           | 行先           | 運行会社 |
| --- | -------------------------------------------------------------------- | -------------- | -------- |
| 東（右） | きらくやまふれあいの丘・伊奈庁舎・伊奈東中央・紫峰ヶ丘5丁目          | 循環みらい平駅 | ■関鉄    |
| 東（左） | 伊奈庁舎・きらくやまふれあいの丘・伊奈東中央・紫峰ヶ丘5丁目          | 循環みらい平駅 | ■関鉄    |
| 南（右） | ワープステーション江戸・きらくやまふれあいの丘・伊奈庁舎・守谷駅東口 | 循環みらい平駅 | ■関鉄    |
| 南（左） | 総合運動公園西・小張・愛宕住宅前・高波                               | 循環みらい平駅 | ■関鉄    |
| 備考 - 循環は循環路線 - 東（右）は、つくばみらい市コミュニティバスの系統。東は東ルート、（右）は右回りを意味する。 |                                                                      |                |          |

## 世帯数と人口
2017年（平成29年）8月1日現在の世帯数と人口は以下の通りである。
| 大字 | 世帯数  | 人口    |
| ---- | ------- | ------- |
| 板橋 | 877世帯 | 2,149人 |

## 小・中学校の学区
市立小・中学校に通う場合、学区は以下の通りとなる。
| 番地 | 小学校                       | 中学校                       |
| ---- | ---------------------------- | ---------------------------- |
| 全域 | つくばみらい市立伊奈東小学校 | つくばみらい市立伊奈東中学校 |

## 施設
- つくばみらい市立わかくさ幼稚園
- ひなた保育園つくばみらい
- つくばみらい市立伊奈東小学校
- 伊奈郵便局
- NTT伊奈電話交換センター
- 清安山不動院板橋不動尊
- 板橋コミュニティセンター
- 古宿公民館
- 関場五反田公民館
- 八幡宮
- 八幡神社
- 厳島神社
- 永寿院
- 取手国際ゴルフ倶楽部